# Wereldkampioenschappen moderne vijfkamp 1967
De wereldkampioenschappen moderne vijfkamp 1967 werden gehouden in Jönköping in Zweden. Er stonden twee onderdelen op het programma alleen voor mannen. 

## Medailles

### Mannen
| Onderdeel   | Goud | Goud                                   | Zilver | Zilver                                          | Brons | Brons                                                |
| ----------- | ---- | -------------------------------------- | ------ | ----------------------------------------------- | ----- | ---------------------------------------------------- |
| Individueel | HUN  | András Balczó                          | URS    | Stasis Sjaparnis                                | SWE   | Björn Ferm                                           |
| team        | HUN  | András Balczó Ferenc Török István Mona | SWE    | Björn Ferm Hans Jacobson Hans-Gunnar Liljenwall | URS   | Boris Onisjtsjenko Stasis Sjaparnis Eduard Sdobnikov |

### Medaillespiegel
| Plaats | Land        | Goud | Zilver | Brons | Totaal |
| 1      | Hongarije   | 2    | 0      | 0     | 2      |
| 2      | Zweden      | 0    | 1      | 1     | 2      |
| 3      | Sovjet-Unie | 0    | 1      | 1     | 2      |
| Totaal | Totaal      | 2    | 2      | 2     | 6      |